# Kortvingad granbock
Kortvingad granbock (Molorchus minor) är en skalbagge i familjen långhorningar. Den är 6 till 16 millimeter lång. 